# Buddhadharma

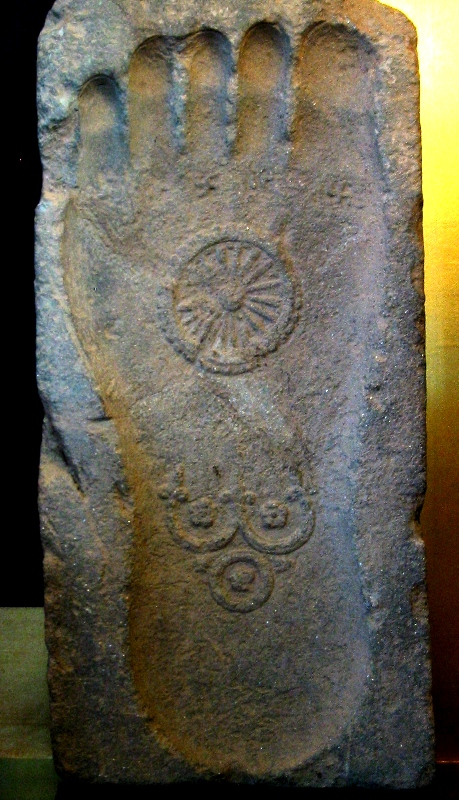
"Orma del Buddha con la Ruota del Dharma" (I secolo e.v., Gandhāra). La Ruota del Dharma sulle piante dei piedi (Cakrāṅkita-hasta-pāda-tala) è uno dei Trentadue segni maggiori di un Buddha (Dvatrimsadvaralaksana).
Nei primi secoli, le comunità buddiste non rappresentavano con immagini il Buddha, ma solo per mezzo di impronte di piedi o con un trono vuoto.

Il termine sanscrito Buddhadharma (बुद्धधर्म), indica, in India, l'insegnamento predicato dal Buddha Shakyamuni così da distinguerlo da quello di altri maestri indiani e dal Sanātanadharma (सनातनधर्म) ovvero l'insegnamento proveniente dalla letteratura vedica che, secondo le dottrine di origine vedica, non essendo stato pronunciato da alcun maestro non può che esserci sempre stato ed essere quindi sanātana(eterno, apéiron). In un significato più allargato, Buddhadharma indica il Buddismo con i suoi progressivi e contraddittori sviluppi.

Ruota del Dharma (Dharmacakra), simbolo per eccellenza della religione buddista. Gli otto raggi rappresentano il nobile Ottuplice sentiero (sans. Ārya 'ṣṭāṅga mārgaḥ).

Infatti, come ricorda Mario Piantelli, non è possibile parlare di "un" Buddismo quanto piuttosto di un "fascio di Buddismi". Il tema, oggetto di numerose ricerche, è cosa di questo fascio di Buddismi possa essere ascritto alla figura storica del Buddha Shakyamuni. Ovvero quali fossero le caratteristiche del Buddismo delle origini. Un tema molto disagevole da trattare in quanto i testi scritti più antichi su cui tale ricerca può basarsi risalgono a poco prima l'inizio della nostra Era, successivi quindi, e di diversi secoli, alla morte del suo fondatore, il Buddha Shakyamuni. È arduo quindi avere la contezza di quale fosse il suo effettivo insegnamento e qualsiasi ricerca possa essere condotta su tale argomento deve ricordarsi dei limiti stessi da cui essa procede. Ciò premesso, alcune considerazioni possono essere fatte. È certo, ad esempio, che prima della loro messa per iscritto i sermoni del Buddha Shakyamuni venivano recitati oralmente e quindi trasmessi da monaci (bhikkhu) denominati bāṇaka. È certo anche che vi siano stati dei Concili buddisti in cui questi testi venivano recitati ma la cui ortodossia fu presto messa in discussione, producendo delle divisioni dottrinali (sul Dharma) e disciplinari (sul Vinaya) nel sangha buddista. Ma la stesura di un primo vero e proprio Canone buddista, andato perduto, può essere ascritta al periodo di Aśoka. Occorre infatti ricordare che, a parte le testimonianze archeologiche indirette, i Canoni buddisti scritti di cui disponiamo edizioni integrali o almeno non frammentarie appartengono tutti alla nostra era o poco prima: il Canone pāli è in una edizione risalente alla fine del V secolo d.C. (anche se basato su testi messi per iscritto nel I secolo a.C. e forse solo marginalmente modificati in questa edizione; per ulteriori informazioni, vedasi Datazione dei Nikāya del Canone pāli), il Canone cinese è la traduzione, in cinese, operata nei primi secoli della nostra era a partire da testi sanscriti, mentre le traduzioni in tibetano, sempre dal sanscrito, del Canone tibetano sono decisamente più tarde. Prima di passare in rassegna i possibili più antichi raggruppamenti testuali del primo, possibile, Canone buddista e i relativi insegnamenti riportati successivamente negli Āgama-Nikāya, e forse persino nei più antichi Prajñāpāramitā Sūtra, fonte di interpretazione e di divisione dottrinale nel Buddismo dei Nikāya e nel Buddismo Mahāyāna, occorre affrontare il tema delle lingue usate nelle più antiche predicazioni e nella stesura orale dei primi insegnamenti buddisti.

## La lingua di predicazione del primo Buddhadharma
È molto probabile che la lingua utilizzata dal Buddha Shakyamuni fosse una lingua facilmente comprensibile per l'uditorio dei suoi sermoni che, facendo riferimento ad una dottrina interclassista, non poteva consistere solo di persone della casta dei brāhmaṇa o degli kshatrya ma appartenere ad ogni ceto sociale. Ciò si evince da alcune parti degli Āgama-Nikāya dove il Buddha sconsiglia, se non proibisce espressamente, l'utilizzo della lingua religiosa indiana per antonomasia: il sanscrito vedico. Questo in quanto tale lingua poteva essere compresa solamente da individui appartenenti alle classi più elevate.  Predicando nel territorio del Magadha è molto probabile che egli si esprimesse in magadhi o antico magadhi. Ciò non toglie che i suoi discepoli itineranti abbiano utilizzato, di volta in volta, le lingue popolari (pracritiche) delle varie regioni che visitavano durante le predicazioni. Di tale linguaggio, il magadhi, abbiamo alcune tracce grazie agli editti di Aśoka pubblicati su pietra e rinvenuti in questa area. È noto infatti che Aśoka pubblicasse i propri editti lungo tutto l'impero Maurya da lui governato. Sono stati rinvenuti editti, nell'area del Panjab, pubblicati in kharoṣṭhī (conosciuto anche come gāndhārī) una lingua sinistrorsa di origine aramaica, altri sono scritti in greco o anche in aramaico,  ma la maggior parte degli editti di Aśoka sono in medio-indiano (o pracritico di cui il magadhi fa parte) in caratteri brahmi, un sistema destrorso origine del devanāgarī. Tali editti, tuttavia va ricordato, sono successivi già di due secoli alla morte del Buddha Shakyamuni. A tutto questo va aggiunto che spesso nella stessa regione i dialetti marcavano l'origine sociale degli interlocutori, così re, governatori e brahmani parlavano il sanscrito vedico, regine, monache e cortigiane parlavano il shauraseni, mercanti e artigiani il magadhi, mentre il popolo "basso" utilizzava il paisachi.